# National Supercomputing Center
Im National Supercomputing Center in Shenzhen befindet sich der zweitschnellste Supercomputer der Volksrepublik China und der drittschnellste der Welt. Seit Mai 2010 befindet sich der Supercomputer Nebulae in Shenzhen auf Platz 2 der TOP500-Liste, nur übertroffen vom Cray-Supercomputer am Oak Ridge National Laboratory in Tennessee. Die Anlage ist nach eigenen Angaben mit 1,23 Milliarden Yuan die größte Investition in der Geschichte der Stadt.